# Neoregelia uleana
Neoregelia uleana är en gräsväxtart som beskrevs av Lyman Bradford Smith. Neoregelia uleana ingår i släktet Neoregelia och familjen Bromeliaceae. Inga underarter finns listade i Catalogue of Life.